# سوسک هیوهیو
سوسک هیوهیو (به انگلیسی: Huhu beetle)، (نام علمی: Prionoplus reticularis)، یک سوسک شاخ بلند بومی نیوزیلند است. این سنگین‌ترین سوسک است که در نیوزیلند یافت می‌شود.

## نام مائوری
در مائوری، شکل لاروی به نام هیوهیو (همچنین tunga haere, tunga rākau) و مرحله بالغ به نام پِپِ-تِ-میوی‌میوی (pepe-te-muimui) شناخته می‌شود. با این حال، فرم‌های لاروی و بالغ به‌ترتیب به عنوان هیوهیوگراب و سوسک هیوهیو شناخته می‌شوند.
با رسیدن لارو هیوهیو به بلوغ، سوراخ کردن چوب را متوقف می‌کند و پوست خود را می‌ریزد. این مرحله به‌عنوان خوراکی در مائوری به نام تاتاکا شناخته می‌شود. سپس بال‌ها و پاها رشد می‌کند و در حالی که هنوز سفید است، به‌عنوان په‌په شناخته می‌شود. سرانجام برای تولیدمثل بیرون می‌آید و به پرواز در می‌آید و به تونگا رِرِ معروف است.

## چرخه زندگی
سوسک‌های ماده هیوهیو بالغ تخم‌های ۳ میلی‌متری سیگار شکل خود را در چنگال‌های ۱۰ تا ۵۰ عددی تخم‌گذاری می‌کنند، اگرچه ممکن است تا ۱۰۰ عدد نیز یافت شود. تخم‌ها در مکان‌های پنهان یا در شکاف‌های پوسته چوب افتاده می‌گذارند. در شرایط آزمایشگاهی ۲۰±۲ درجه سانتی‌گراد و رطوبت نسبی ۷۵٪ تخم‌ها ۲۳±۲ روز از خارج شدند.
قبل از خروج از تخم، می‌توان دید که لارو در داخل تخم حرکت می‌کند و با استفاده از فک پایین از تخم خارج می‌شود تا برون‌شامه تخم را سوراخ کند و سپس با جویدن دهانه، آن را بزرگ می‌کند، اگرچه خود برون‌شامه بلعیده نمی‌شود. مژکچه‌هایی که در بخش‌های شکمی ۱–۶ یافت می‌شوند، به‌هنگام خروج لارو از تخم و حفاری راهرو اولیه کمک می‌کنند.
طول لاروهای سفید رنگ تا ۷۰ میلی‌متر می‌رسد و معمولاً از چوب مرده بازدانگان (عمدتاً مخروطیان بومی و معرفی شده) مرتبط با جنگل بوداکاجیان دشت تغذیه می‌کنند. طول مدت لارو سوسک هیوهیو در طبیعت دو تا سه سال است. در شرایط آزمایشگاهی، مدت لاروی با استفاده از جیره مصنوعی و حفظ دمای ۲۰ درجه سانتی‌گراد به ۲۵۰ روز کاهش یافته است. در اینستار (Instar) نهایی خود، لارو قبل از ساختن اتاقک شفیرگی به ۷٫۵ تا ۱۰ سانتی‌متر از سطح چوب حرکت می‌کند. محفظه شفیرگی با بزرگ کردن قطر راهرو معمولی در یک دوره یک تا سه روزه ساخته می‌شود. این فرایند تکه‌هایی از چوب را شبیه به تراشه‌های چوب به‌اندازه حدود ۳ سانتی‌متر در ۱ سانتی‌متر ایجاد می‌کند که سپس در راهرو لارو بسته‌بندی می‌شوند تا یک پلاگ را تشکیل دهند. هنگامی که پلاگ تکمیل شد، لارو دیواره‌های اتاق شفیرگی را با آخرین سرگین خارج شده از روده می‌سازد. سپس لارو یک دوره استراحت حدود ده تا پانزده روزه را پشت سر می‌گذارد که در آن بخش‌های شکمی منقبض می‌شوند و بدن کمی تیره می‌شود و پس از آن تبدیل به شفیره می‌شود.
مرحله شفیرگی حدود ۲۵ روز طول می‌کشد و گامتوژنز در این مرحله تکمیل می‌شود. خروج با پارگی در امتداد درز پیشانی و به‌دنبال آن یک پارگی طولی تا مرز خلفی مزوتوراکس (Mesothorax) رخ می‌دهد. سر، پاها و بال‌ها در طی حرکات قوس‌دار بدن از طریق کوتیکول پاره‌شده آزاد می‌شوند. سپس فرد بالغ ممکن است وارد یک دوره غیرفعال سه تا پنج روزه قبل از ایجاد یک تونل خروجی از حفره شفیرگی شود.

پس از شفیره شدن و ظهور، سوسک بالغ غذا نمی‌خورد و تقریباً دو هفته زنده می‌ماند.

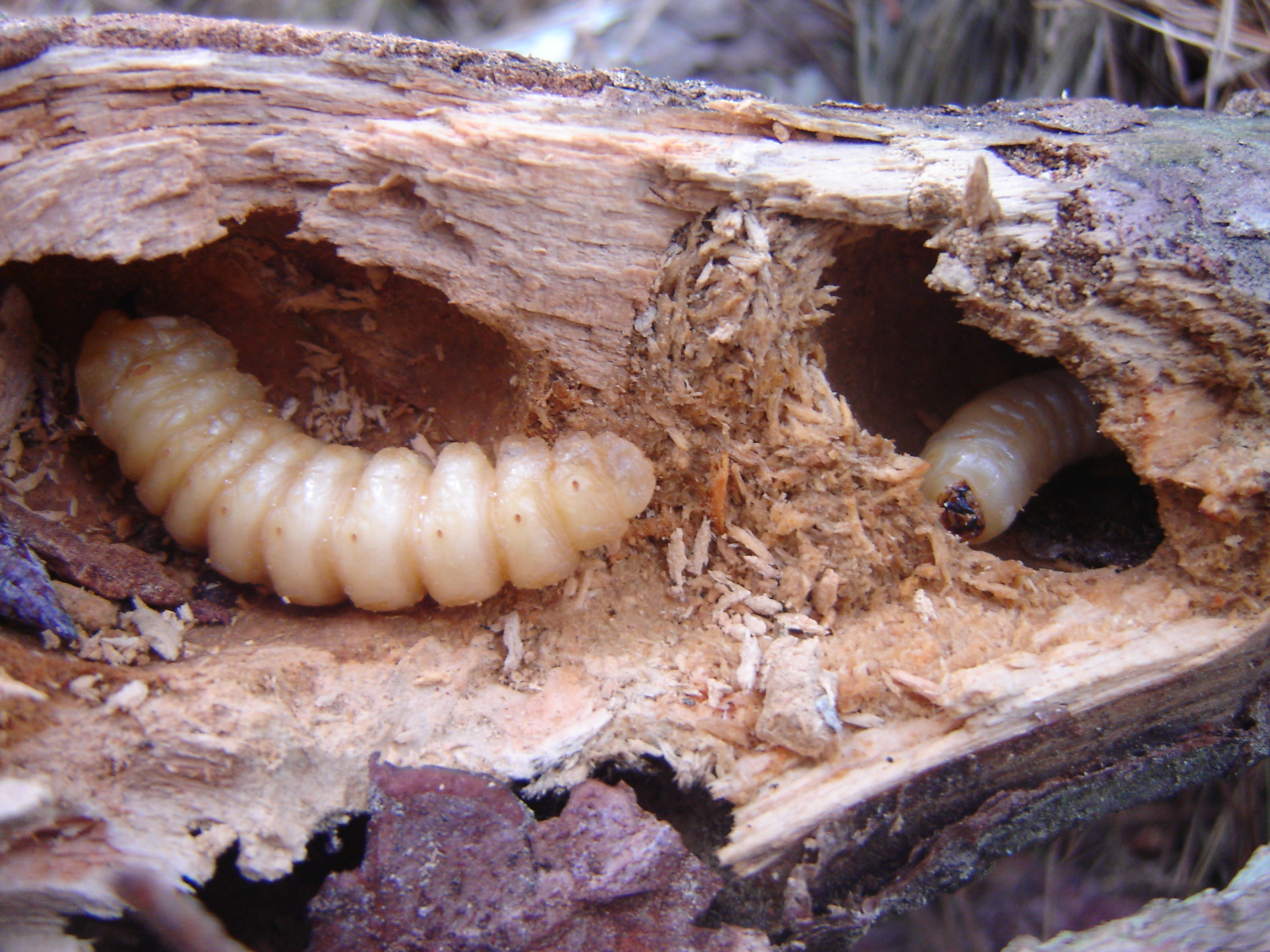
لارو سوسک هیوهیو در چوب
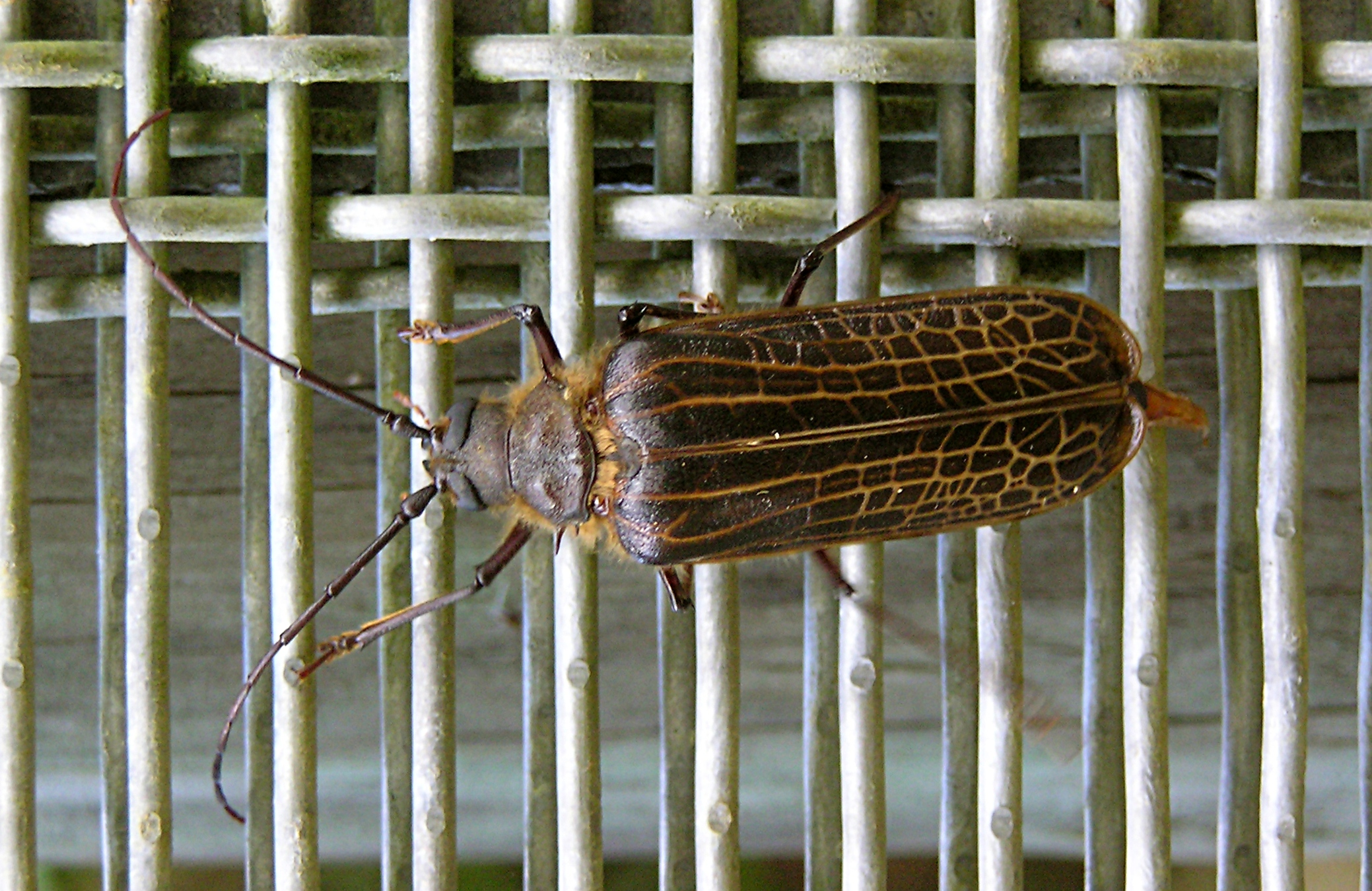
سوسک هیوهیو (فاصله مش سیمی ۸ میلی‌متر)
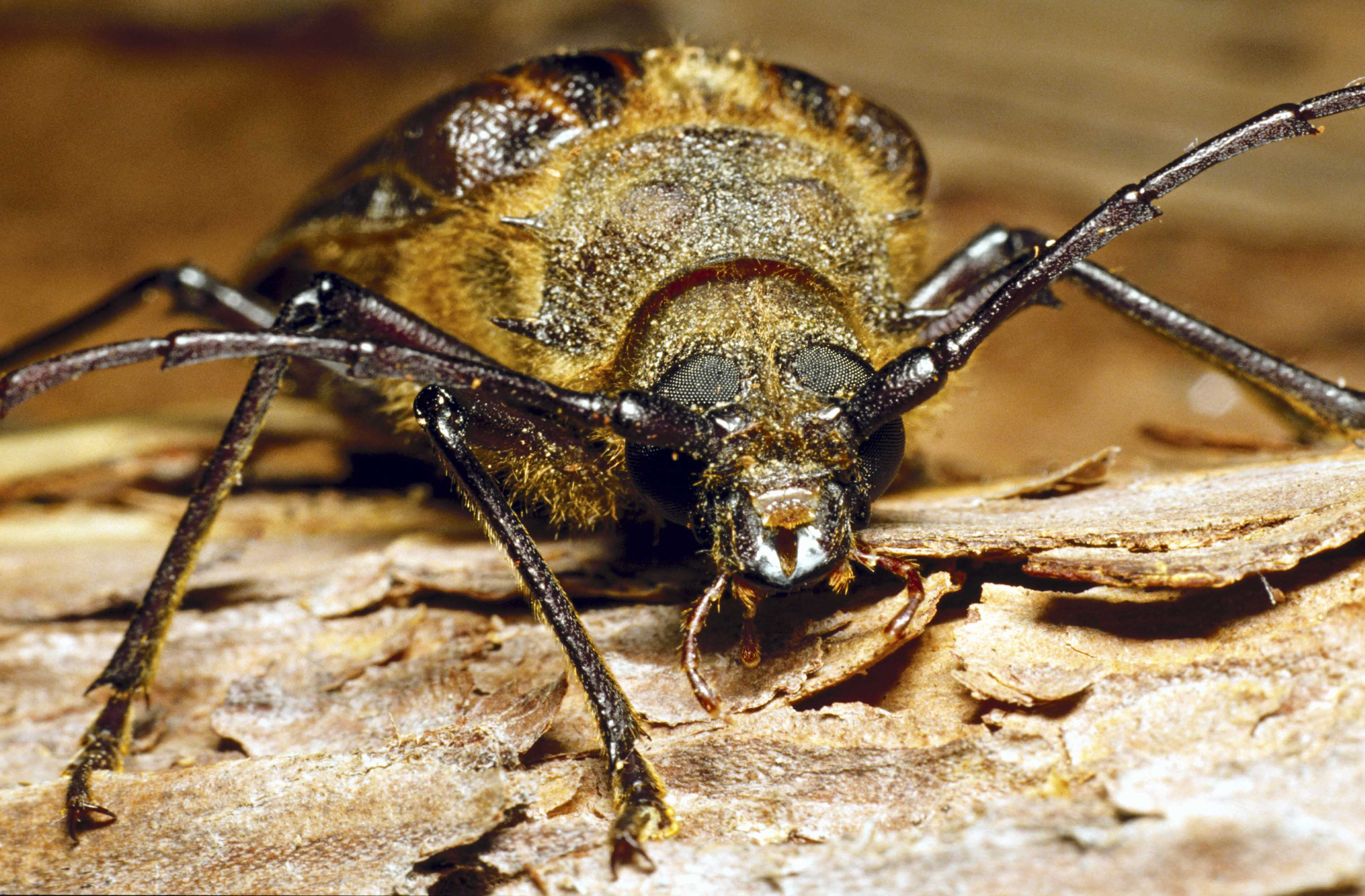
سوسک هیوهیو (جلو)
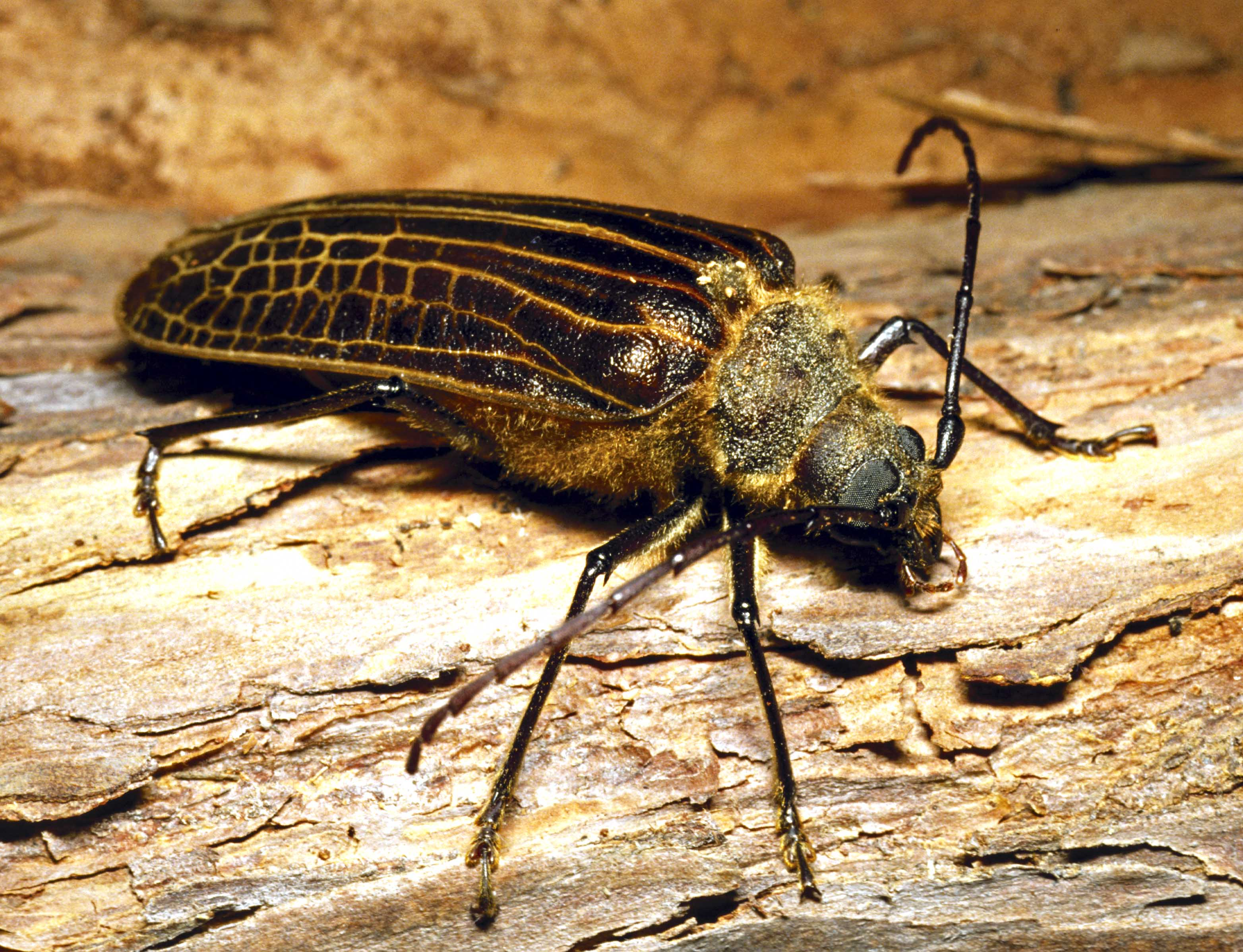
سوسک هیوهیو
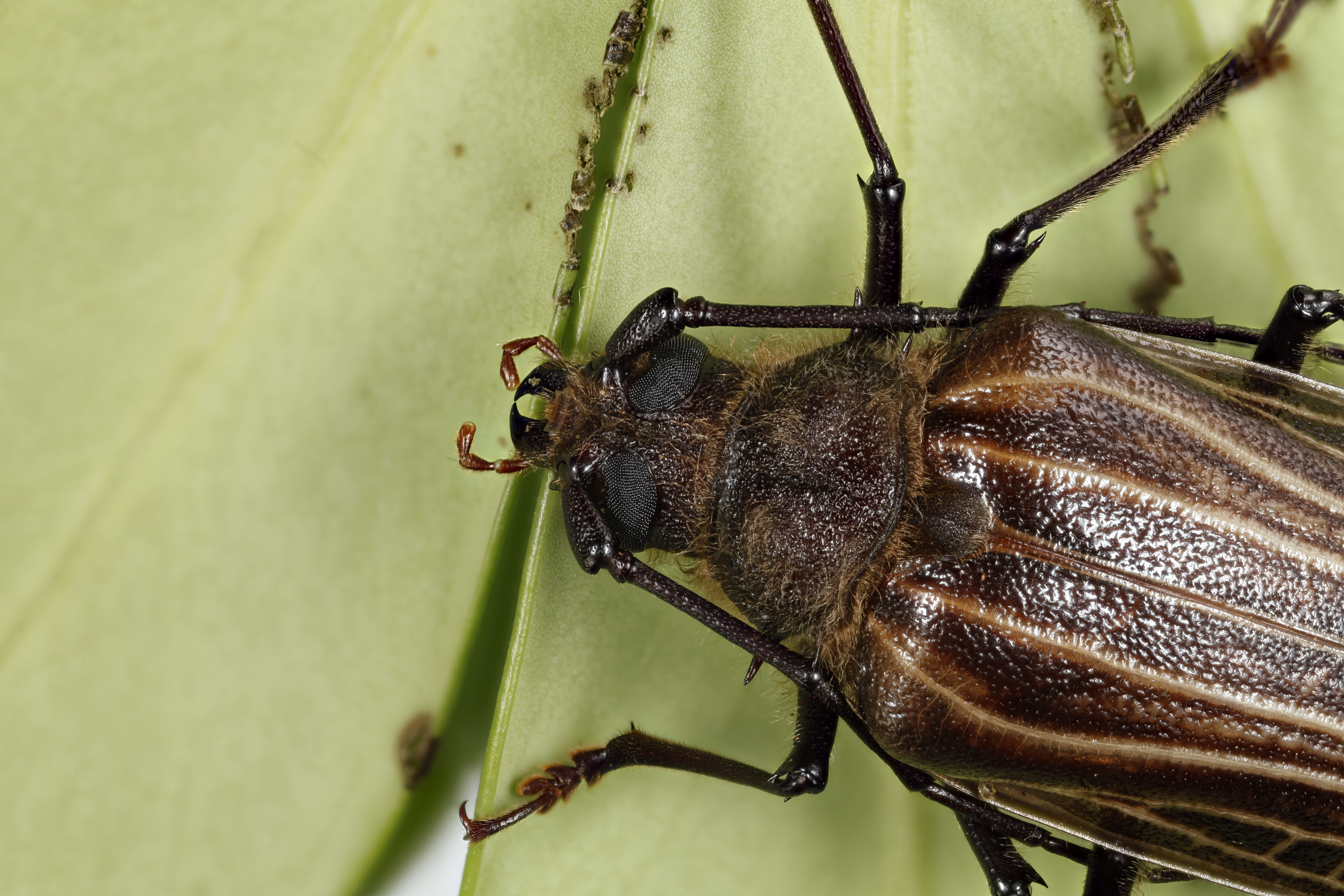
سر و پیش‌سینه سوسک هیوهیو ماده
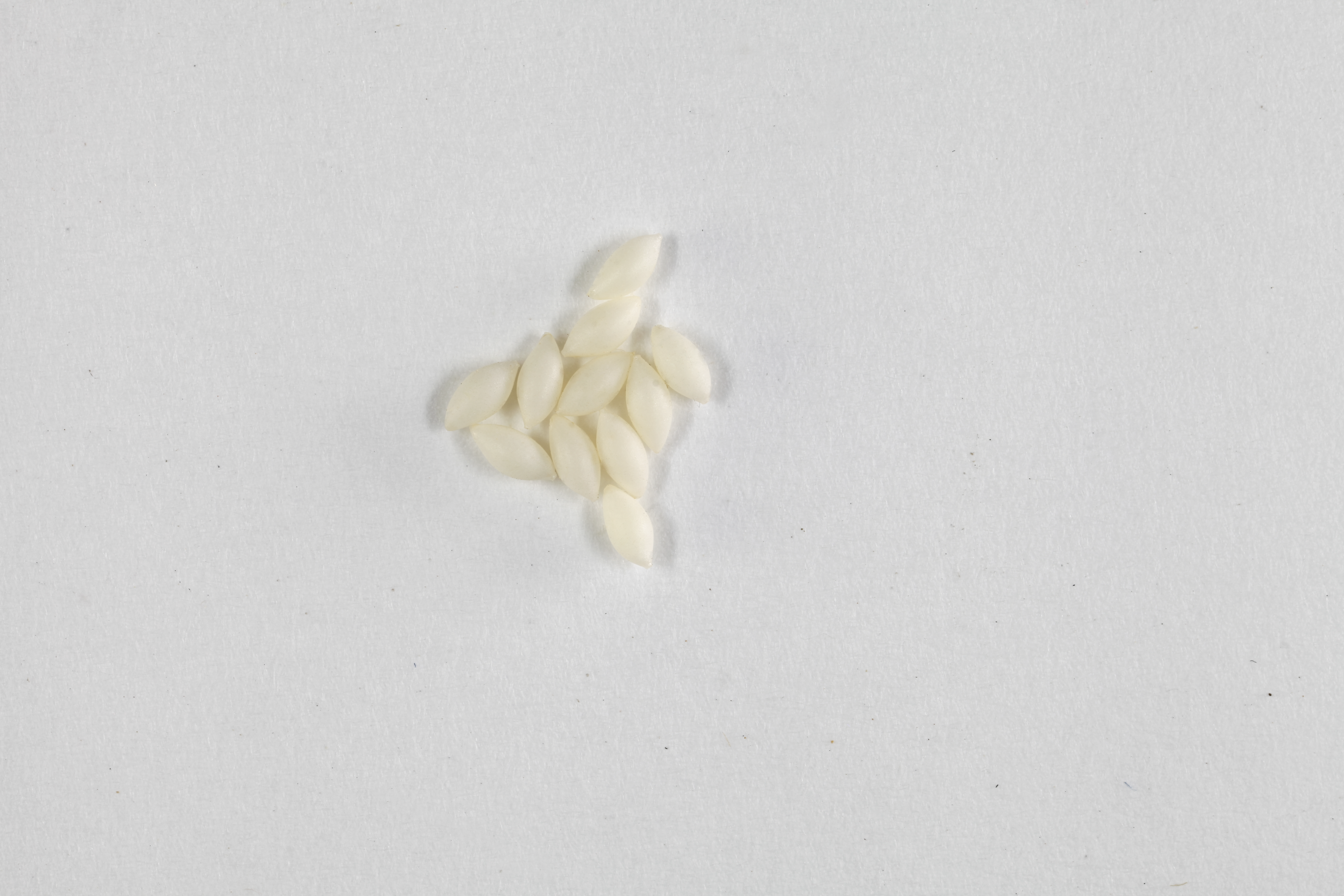
تخم سوسک هیوهیو
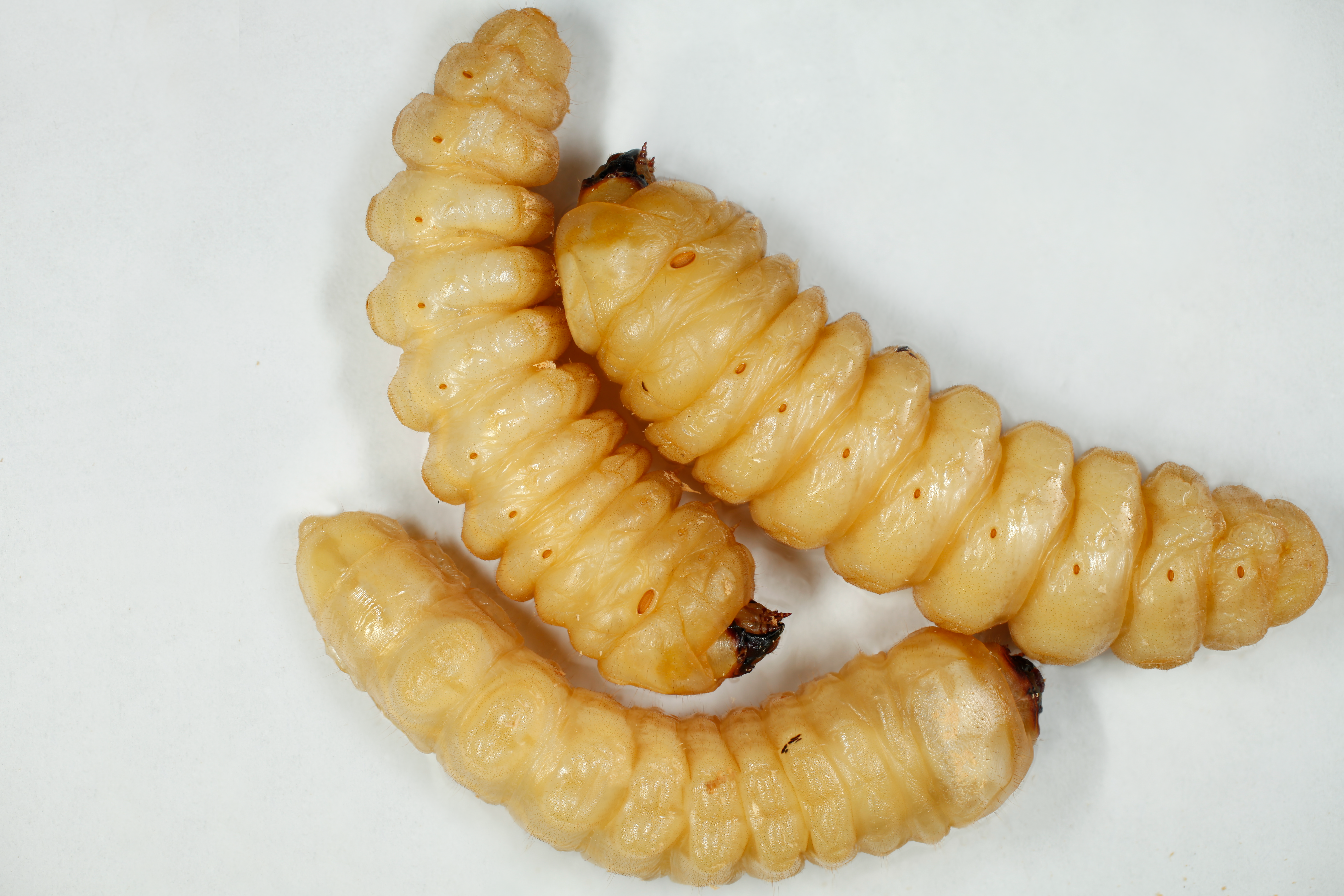
لاروهای سوسک هیوهیو
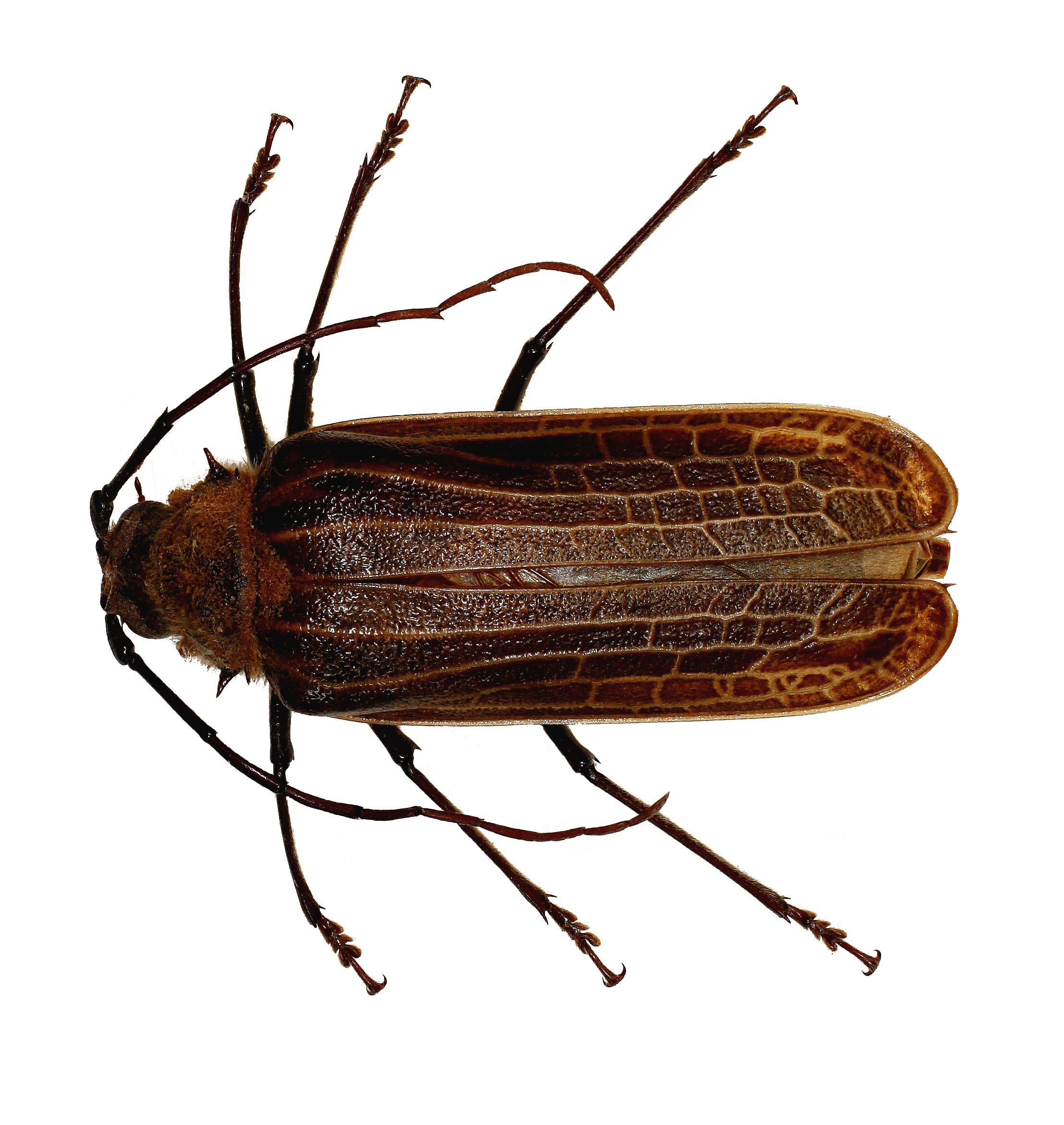
سوسک هیوهیو ماده

## رفتار
سوسک‌ها شب‌زی هستند و توسط نور خانه‌ها جذب می‌شوند، همان‌طور که هادسون در سال ۱۸۹۲ خاطرنشان کرد: «به شدت جذب نور می‌شود و این تمایل اغلب آن‌ها را در غروب‌های تابستان به حمله به اتاق‌های پذیرایی خانم‌ها سوق می‌دهد، زمانی که ورود ناگهانی و پر سر و صدا می‌شود. ممکن است باعث ایجاد وحشت بیهوده در بین خانواده شود». آنها دارای فک پایین (Mandible)) قدرتمندی هستند که می‌تواند نیش دردناکی ایجاد کند.
ماده‌های بالغ سوسک هیوهیو یک نشانه بویایی تولید می‌کنند که نرهای بالغ را به ماده جذب می‌کند. افراد بالغ از هر دو جنس، اگر با سر به سمت جلو، باز شدن فک پایین، شل شدن آنتن‌ها و بالا و پایین رفتن سر دچار پریشانی شوند، رفتار نمایشی نشان خواهند داد. نمایش‌های با شدت بالا بین افراد ممکن است منجر به درگیری اولیه با پاهای جلویی شود که معمولاً منجر به پرتاب شدن فرد به پشت می‌شود. هر شیئی که با فک پایین تماس پیدا کند، غالباً ضبط می‌شود که منجر به از بین رفتن زائده‌ها می‌شود.

## به‌عنوان غذا
لاروهای سوسک هیوهیو برای انسان خوراکی هستند، با سابقه طولانی مصرف بومی، و طعم آنها مانند مرغ کره‌ای یا کره بادام‌زمینی توصیف شده است. در مائوری نام‌های مختلفی برای گروب در مراحل مختلف رشد وجود دارد، برای نمونه لاروهای جوانی که هنوز به‌طور فعال از چوب تغذیه می‌کنند تونگا هائر یا تونگا راکاو نامیده می‌شوند، در حالی که گروب‌های کاملی که دیگر تغذیه نمی‌کنند و در حال آماده شدن برای شفیره شدن هستند، تاتاکا نامیده می‌شوند که با ارزش‌ترین هستند (زیرا در این مرحله هیچ خمیر چوب هضم نشده در داخل آنها وجود ندارد). گروب هیوهیو ممکن است به‌صورت خام یا به‌طور سنتی پخته شده در هانگی (Hāngī) مصرف شود و به‌ویژه منبع غنی چربی در سرزمین وحشی نیوزیلند است.